# María Labrandero
María Labrandero García (Valencia, 29 de mayo de 1902-Valencia, 29 de mayo de 1985) fue una escultora y dibujante española de principios del siglo XX. Destacó como miembro activo del Círculo de Bellas Artes, siendo una artista fundamental de la vanguardia valenciana de los años treinta. Su trayectoria artística y la proyección que tuvo en los medios, la enmarca como uno de los primeros referentes femeninos de la escultura valenciana del siglo XX. Contribuyó a la visibilización de la mujer dentro del arte valenciano, equilibrando su papel dentro del panorama artístico mediterráneo y trazando los inicios de la "vanguardia valenciana".

## Biografía
Nació en Valencia y era sobrina del capitán de la Marina Antonio García Fenollosa. Su interés por el arte la llevó a cursar estudios en la Escuela de Bellas Artes de San Carlos, donde ingresó alrededor de 1920. Pronto destacó por sus cualidades y sensibilidad para el arte, obteniendo diferentes menciones en los cursos que permaneció allí. En esa institución conoció al que fue su marido, años después, el dibujante e ilustrador Antonio Vercher Coll.

### Trayectoria profesional

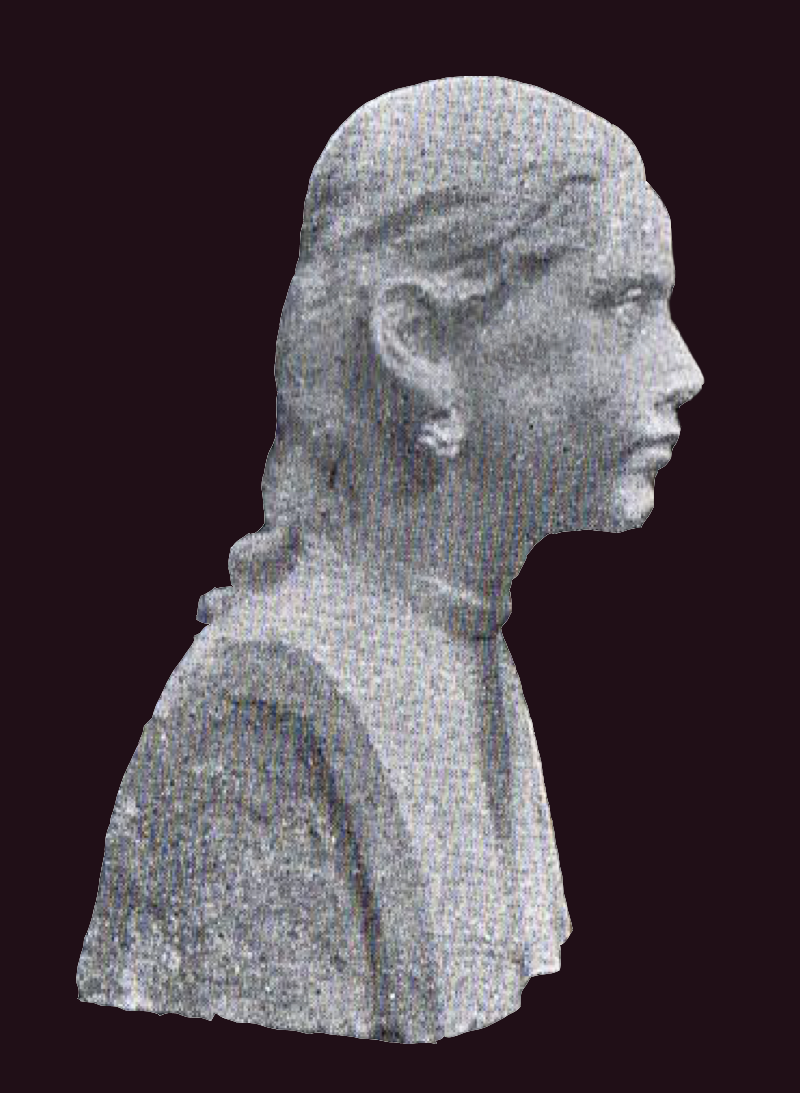
Escultura tallada en piedra de María Labrandero

Cuando aún no había terminado sus estudios y apenas contaba veinte años, se hizo socia del Círculo de Bellas Artes. En esos momentos estaba de director Tomás Murillo y la presencia de mujeres en esta institución era todavía ínfima. Este hecho no aminoró a la escultora que comenzó a participar activamente en reuniones, certámenes y exposiciones de arte. Los socios la recibieron como uno más, creándose una comunidad artística bastante sólida y confraternizada en torno a un ideal común: el arte, independientemente de las edades o sexo de los socios. Sus primeras aportaciones artísticas datadas, dentro de esta institución, fueron a partir de 1923 y se centraron en la realización de la máscara de Mariano Benlliure y el carro, destinado a llevar la careta, para el evento de la “mascarada”, siendo destacado su trabajo por la prensa. También colaboró en la preparación de la Gran Cabalgata, para las “Fiestas de la Coronación de la Virgen de los Desamparados”. El evento fue organizado por el abogado y concejal Manuel Oller Celda. Formó parte del elenco de artistas, entre los que encontraban: José María Cabedo, Pedro Ferrer, Ramón Stolz, Prudencio Herrero, Rafael Sanchis Arcis, Ramón Cabrelles, Antonio Vercher y Constantino Gómez que ejercía de director artístico. La escultora se encargó labrar y modelar el carro de la Virgen. Su aportación la destacó el periodista J. Arago, en el diario La correspondencia de Valencia, alabando la gran destreza y delicadeza en su trabajo así como poniéndola a la altura de los mejores escultores. En julio de ese mismo año, concurrió nuevamente con el Círculo al Primer Salón de humor. En este certamen presentó dos trabajos bajo el título de “Bibelots” que eran unas pequeñas esculturas caricaturescas realizadas en barro modelado. Su participación supuso dos novedades. Por un lado, fue la única mujer en participar nuevamente en el evento y por otro, fue el único artista en presentar una pieza escultórica. Su intervención no pasa desapercibida para la prensa y el periódico El Pueblo la destacó en su artículo titulado Primer Salón de Humoristas: Tres aspectos distintos del humorismo centrado en tres artistas del evento: Fernando Cabedo, Antonio Albert y María Labrandero, de la que puso de relieve sus «excelentes dotes de observación» ya que, según el periodista, sus trabajos estaban realizados de modo maestro.

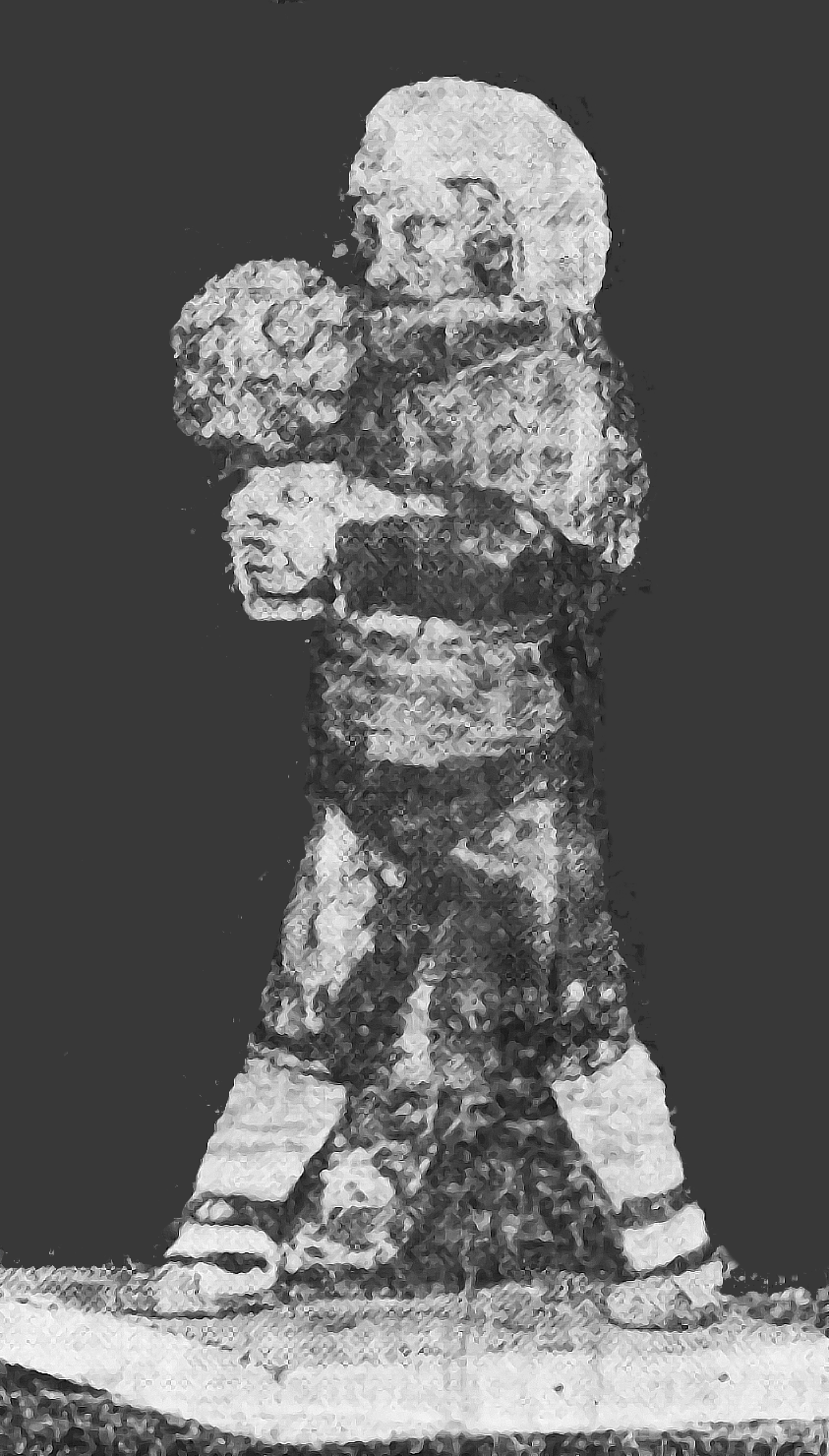
Figura realizada en cerámica esmaltada.

En 1924 participó en la creación de la "Falla" que organizó, el Círculo para el día de San José y que se “plantó” en la calle de la Paz, así como en el homenaje a Sorolla organizado para las Fiestas de Julio. A la exposición concurrieron artistas de la talla de José Benlliure, Manuel Sigüenza, José Renau, Antonio Fillol, Peris Brell, Murillo y Teófilo García. Junto con Amparo Muñoz, que realizó un dibujo, fueron las únicas mujeres en el certamen. Participó en la sección de escultura con la obra de un Labrador corpóreo. Al año siguiente, colaboró con el Círculo en varias actividades como: el modelado del carro alegórico al planeta Marte para la cabalgata de Carnaval celebrado en Valencia y participó en la revista ilustrada llamada El Tio Pep que se editó por la conmemoración de las Fallas de ese año y en la que participaron poetas, artistas y dibujantes. En la misma, aparecieron bocetos de todas las fallas que se plantaron y el periódico La Correspondencia de Valencia destacó su trabajo poniéndola al nivel de los demás participantes. Ese mismo mes, muchos socios colaboraron en el Festival de la Plaza de Toros de Valencia encargándose de la decoración del recinto, cabalgatas de grupo, carrozas y bailes que desfilaron por la plaza y calles de la ciudad. Se encargó, entre otras cosas, de modelar unos plafones decorativos que romperían la línea visual del conjunto, dándole un delicioso aire de líneas barrocas y motivos alegóricos.
En 1926, expuso en la muestra Nacional de Bellas Artes en Madrid con la obra El vencedor del torneo, este hecho es destacable, ya que la situó como la segunda escultora valenciana en participar en este certamen. La primera fue Elena Sorolla que era ocho años mayor que ella y se había presentado con anterioridad, pero aunque era oriunda de Valencia su vida se desarrolló en Madrid. También Amparo Muñoz y María Leandro Esteban habían abierto camino, concurriendo en 1924. Estas artistas tenían formación cerámica pero sus inscripciones se realizaron en la sección de arte decorativo. En esos años, no era muy frecuente que las mujeres participaran en la especialidad de escultura, de hecho entre 1900 y 1936 sólo treinta y seis mujeres lo hicieron en los certámenes nacionales.

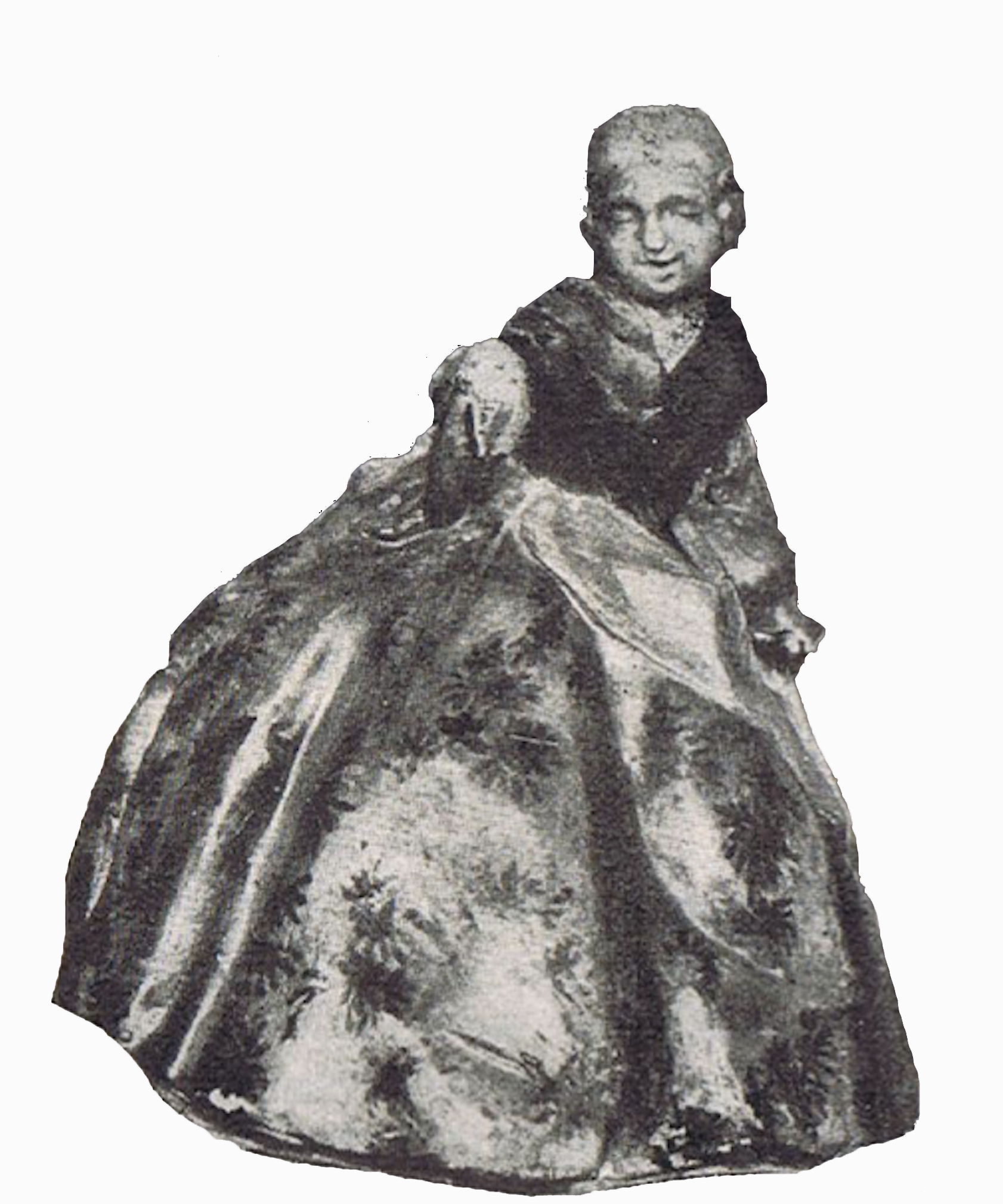
"Muchacha valenciana", figura de cerámica esmaltada.

Al año siguiente, participó en la Primera Exposición Femenina valenciana en la Sala Imperium. Entre las participantes, fue nuevamente la única escultora y presentó un busto de niña. En la muestra participaron diferentes artistas como: María Josefina, Teresa Sanfélix, Mª Luísa Palop, Carmen Sánchez de Morant, Paquita Rodríguez, Luísa Albert, M. Abaitua, Carmen Tomás. Esta muestra sirvió de punto de partida y anticipó la Exposición de 1928, celebrada en marzo en el Centro Escolar Mercantil. Entre las mujeres participantes se encontraban: Luísa Albert, María Batalier, Manolita Bataller, María Denyere, Filomena Guasch, Fina Ochoa, Pilar Picaso, Paquita Rodríguez, Manolita Ballester.Participó con: “…un bello retrato de factura bien personal”, junto con los escultores Alemany, Antonio Ballester, Francisco Bolinches, José Díez, Giner Gloria, Enrique Giner, Francisco Labajos y Francisco Martínez. Ese mismo mes, junto con Antonio Vercher inauguraron una exposición en la Sala Abad, sita en la calle Pintor Sorolla, 20. A esa muestra llevó más de veinte obras, entre las que se encontraban pequeñas piezas de cerámica, varios bustos y una pieza de escultura de mayor tamaño desarrollada bajo el título de “Desnudo”. Como artista dio cuenta de su maestría y conocimiento técnico, además se entrevió la necesidad de abordar una escultura de mayor envergadura que quizás no afrontaba por problemas logísticos.
El 29 de junio de 1929 se inauguró la Sala Blava de Valencia. El espacio elegido fue una casa gótica de paredes azules, situada en la calle Redención, números 6 y 8. Este recinto pronto se convirtió en el centro de referencia de artistas e intelectuales, además de servir como sede a la Agrupación valencianista Republicana. Fue una de las artistas que mostró su obra en este recinto. En julio, el crítico de arte Cimex, escribió un artículo en el Diario Independiente donde dedicó su sección a cubrir la Exposición de Arte de Levante que se realizó en el Palacio Municipal. En la misma, participó con un busto en yeso obrado "de gran fuerza y gracia", acompañado por el rótulo “Ibero-levantina”. El 18 de noviembre de ese mismo año, contrajo matrimonio con el dibujante Antonio Vercher, al que conoció en su etapa de formación en Escuela de Bellas Artes de San Carlos, además de coincidir en el Círculo de Bellas Artes. Este hecho les brindó la oportunidad de colaborar en multitud de ocasiones y conocerse bien. Antonio Vercher era también una joven promesa y trabajó para diferentes periódicos y revistas como: Las Provincias, La Esfera, Blanco y Negro, Semana Gráfica. La ceremonia se produjo en la Iglesia parroquial de San Juan y San Vicente de Valencia, siendo apadrinada por su tío y su abuela María Fenollosa Blasco. A la ceremonia asistieron multitud de artistas y escritores de la actualidad valenciana. Tras la boda viajaron a Barcelona y visitaron la Exposición Internacional y después, prosiguieron su viaje por Francia y Bélgica. Al volver del viaje, se instalaron en la ciudad de Valencia y tuvieron un hijo. En esta época, redirigió su vida profesional hacia el mundo de la docencia y trabajó como profesora numeraria del Instituto Nacional de Segunda Enseñanza. Debido a este hecho y a su maternidad, sus colaboraciones con el Círculo se redujeron aunque sigue creando y, en 1930, realizó la ilustración del libro: “Camí de soletat”, de Vicente Ramírez Bordes.

María Labrandero, la excelente escultora y dibujanta, ha ilustrado bellamente el valioso libro de Ramírez Bordes. Las Provincias, 1930

En 1932, inauguró una muestra mixta de pintura y escultura, en el Ateneo Mercantil, junto a los pintores Luis Díaz Foxá y Rafael Berenguer. Sus estilos eran diferentes pero esto resultó más atractivo para el público del momento. La muestra tuvo mucho éxito y reunió a un importante elenco de artistas y personalidades, asistiendo muchas personas del ambiente intelectual valenciano. 

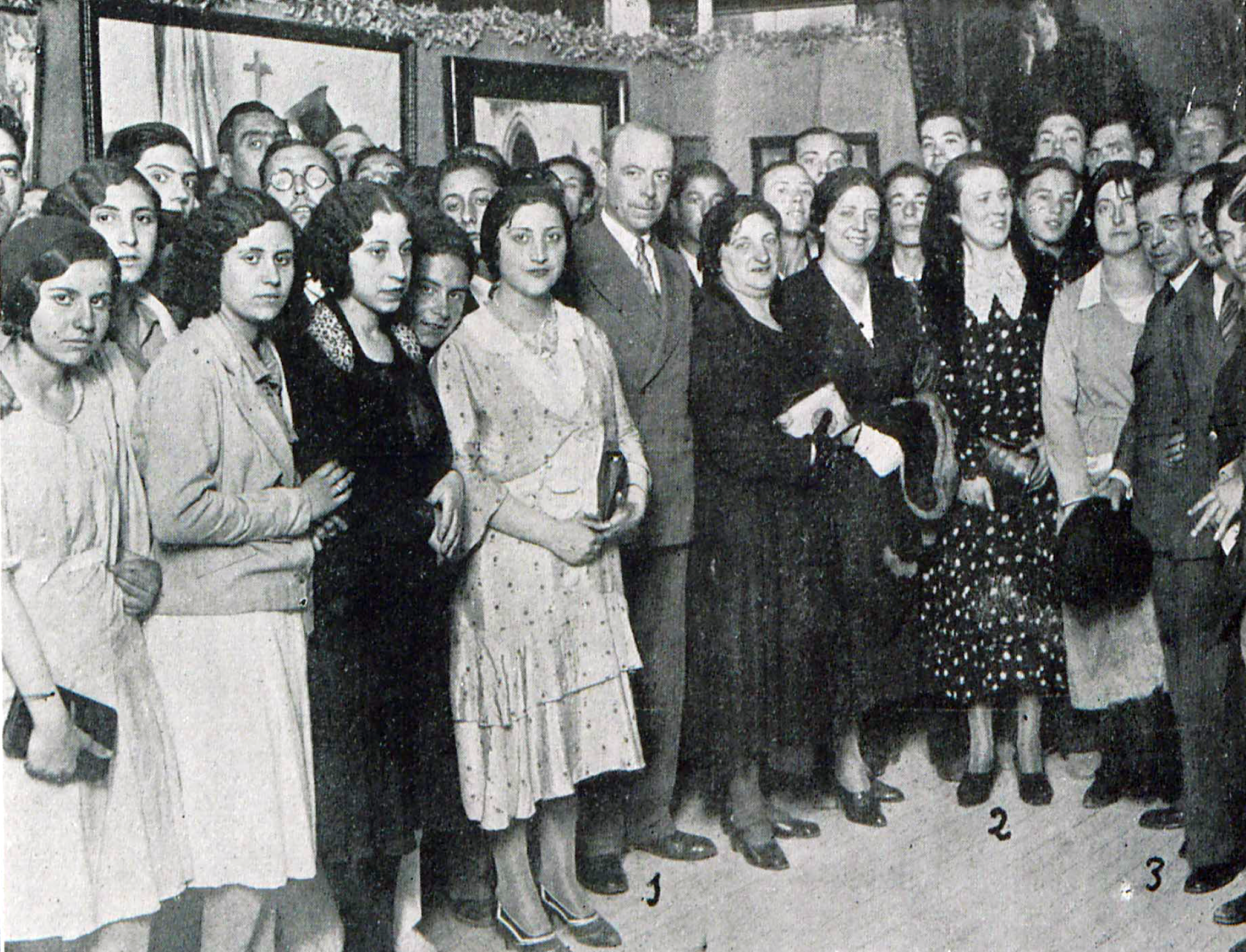
Inauguración de la muestra en el Ateneo Mercantil: Rafael Berenguer(1),María Labrandero (2) y Luís Díaz Foxá(3). “Semana Gráfica”. 1932.

 Expuso varios bustos “muy bien sentidos y ejecutados”, un relieve de carácter decorativo y algunos dibujos.
En 1934, cuando contaba con treinta y un años y estaba embarazada de su segundo hijo, recibió un duro golpe que marcaría el rumbo de su vida. El inesperado fallecimiento de su marido, que sólo contaba con treinta y cuatro años, a causa de una fiebre tifoidea la obligó abandonar su trayectoria artística para sacar a su familia adelante.
A partir de esa fecha, se centró profesionalmente en su carrera docente, dando clases de dibujo en el Instituto de Alcira y en el Lluís Vives de Valencia. En Alcira, coincidió con la profesora de latín Presentación Campos Pérez que se afilió al Partido Comunista en 1936 y llegó a tener un papel de relevancia en la Inspección de Valencia y en la presidencia del Ministerio de Instrucción Pública. También se afilió al partido comunista en ese periodo, como Manuela Ballester y otros muchos compañeros de la Escuela de Bellas Artes. En 1937, pasó a trabajar como profesora de la especialidad de Dibujo del instituto Lluis Vives de Valencia. En 1940, tras la victoria franquista, fue depurada sin sanción, pero tras la alegría inicial, algunos compañeros de su centro de trabajo, encabezados por el auxiliar numerario de Dibujo Alfredo de la Lastra Romero, la denunciaron, siendo apartada de su actividad docente hasta 1950.
Falleció en Valencia el 29 de mayo de 1985 con ochenta y tres años. Sus restos se encuentran en el Cementerio de Valencia, sección 4ª, nicho 1042. Tramada 2.

## Temperamento y referencias artísticas
Fue una mujer adelantada a su época que no temió participar y abrirse camino en un mundo exclusivamente masculino como era el ambiente artístico de Valencia de los años 20. Su temperamento la llevó a participar activamente en el Círculo de Bellas Artes como un miembro más, sin prestar atención en que muchas veces era la única mujer. Por añadidura, su especialidad artística clasificada como masculina no supuso una dificultad para ella que fue bien acogida por el elenco cultural del momento. Por las referencias encontradas se la puede situar como la segunda escultora valenciana, datada y con presencia en exposiciones y certámenes. La primera fue Elena Sorolla que  aunque residía en Madrid y en esa ciudad centraba principalmente su desarrollo artístico, participó en algunos certámenes en la ciudad de Valencia, como en las Exposiciones de Bellas Artes, organizada por la “Juventud Artística Valenciana” en la Universidad de Valencia, en 1916 y 1917. Es posible que viera en las muestras sus obras y le sirviesen de inspiración, convirtiéndose en un referente para la escultora. Del mismo modo, tuvo una influencia decisiva en las jóvenes artistas que asistían a sus exposiciones y veían con naturalidad su participación como un socio más del Círculo, que intervenía activamente en la vida cultural de esta ciudad. Por lo que se destaca la importancia que supuso la presencia y obra como referente tangible, en los años que estuvo activa artísticamente.

## Estilo artístico

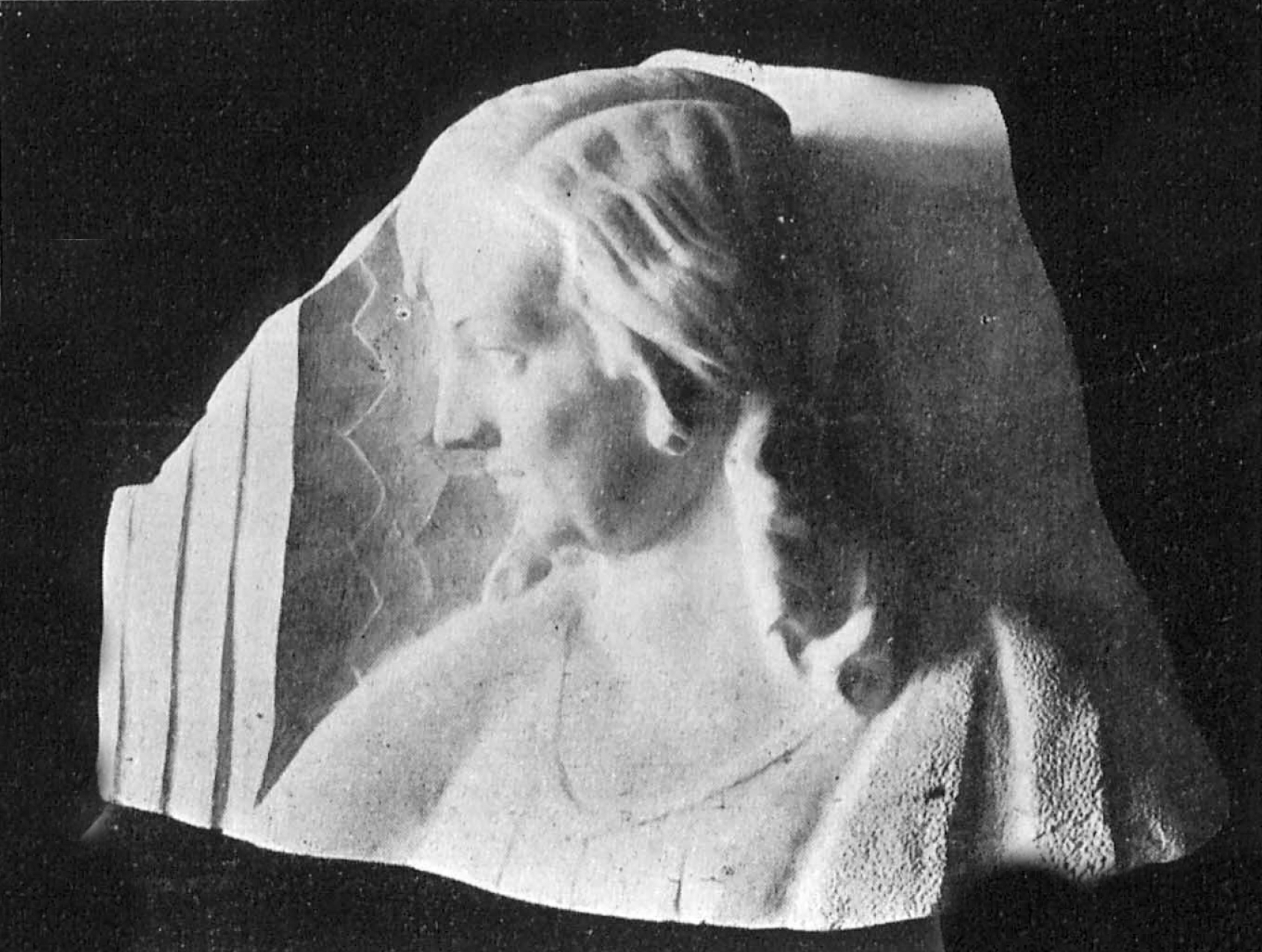
"Carmelina". Alto relieve realizado por la escultora de una de sus discípulas

Fue una escultora de temperamento, con un conocimiento amplio de diferentes procesos escultóricos que se adaptaban a su necesidad de crear, sin desmerecer en ninguno de ellos: Talla en piedra, yeso o madera, daban forma a figuras de bulto redondo o relieves. También modelaba en barro y así creó muchas pequeñas figuras, de cerámica cocida, que en ocasiones esmaltaba. La fundición en bronces también fue uno de los procesos técnicos que llevó a cabo en la producción de alguna de sus obras. Su trabajo presentaba un alto nivel ya que sorprendía a la crítica, no obteniendo valoración negativa alguna en los años que estuvo artísticamente activa. Se sintió atraída por el naturalismo y la figuración que representaba teñido de un aire sencillo e ingenuo. Su producción se puede clasificar en tres bloques:
Un conjunto escultórico en el que destaca la producción de pequeñas figuras realizadas en cerámica esmaltada que desprenden simpatía y frescura. En esta sección buceó en sus orígenes valencianos y retoma la técnica escultórica del modelado en barro que realizó con gran acierto y, tras cocerlo, esmaltó para desarrollar un rico mundo de pequeños personajes satíricos que conectan con su tradición.
A otro nivel, se sitúan las piezas elaboradas con la técnica de la talla. En esta área nos ofrece bustos y relieves labrados en piedra. Los referentes a los que acudió, en muchas ocasiones son muchachas jóvenes, de dulces rostros aniñados que se adaptan a la perfección a su ideal de belleza y transmiten su expresión del arte. En sus tallas confluyen de manera antagónica dos conceptos, la dureza de la piedra interpretada con dulzura y suavidad. De este modo, sus bustos realizados en piedra transmiten paz y sosiego. Aunque, el mismo efecto de delicadeza queda impregnado en el trazado, cuando el referente en un hombre de mayor edad, como es el caso del busto realizado a Francisco Morote.
En un tercer nivel se tratan unas piezas de mayor tamaño donde dejó entrever su deseo de ir a más, de penetrar en la elaboración de una escultura con más solidez y presencia en la escena artística. De este grupo no ha llegado ninguna referencia fotográfica y aunque se conozca de su existencia, por datos aportados por los críticos del momento que cubrieron las diferentes muestras, es imposible hacer una valoración de la misma. Se podría afirmar que la técnica llevada a cabo para su elaboración fue la talla en piedra. Algunas de las piezas que se enmarcan en este grupo serían: “Desnudo” y el “Vencedor del torneo“.

## Exposiciones
Participó en diversas exposiciones y eventos del Círculo de Bellas Artes de Valencia, casi siempre en la sección de escultura aunque a lo largo de su etapa artística también realizó algunos trabajos de ilustración.
| Exposiciones y Eventos |                                                         |                                     |                                                                                |
| Año                    | Certamen                                                | Lugar                               | Obra                                                                           |
| 1923                   | Fiesta de la Coronación de la Virgen                    | Círculo de BBAA (Valencia)          | Labrado y modelado del carro de la Virgen de los Desamparados (La Cheperudeta) |
|                        | Primer Salón de humoristas                              | Círculo de BBAA (Valencia)          | Bibelots                                                                       |
| 1924                   | Mascarada                                               | Círculo de BBAA (Valencia)          | Modelado de la máscara de Mariano Benlliure y carro                            |
|                        | Falla del Círculo de Bellas Artes                       | C/ La Paz (Valencia)                | Construcción de la falla                                                       |
|                        | Homenaje a Sorolla                                      | Círculo de BBAA (Valencia)          | Labrador corpóreo                                                              |
| 1925                   | Cabalgata de carnaval                                   | Círculo de BBAA (Valencia)          | Modelado del carro alegórico                                                   |
|                        | Revista ilustrada "Tío Pep"                             | Círculo de BBAA (Valencia)          | Ilustraciones                                                                  |
|                        | Festival Taurino.                                       | Plaza de Toros de Valencia          | Modelado de los plafones decorativos                                           |
| 1926                   | Exposición Nacional de BBAA.                            | Madrid                              | Vencedor del torneo                                                            |
| 1927                   | Primera Exposición Femenina Valenciana.                 | Valencia                            | Busto de niña                                                                  |
|                        | Exposición de alumnos de San Carlos.                    | Ateneo Científico. Valencia         |                                                                                |
| 1928                   | Exposición de arte.                                     | Centro Escolar Mercantil (Valencia) |                                                                                |
|                        | Exposición Labrandero - Vercher.                        | Sala Abad (Valencia)                | Más de 20 piezas escultóricas                                                  |
| 1929                   | Exposición de Arte de Levante.                          | Palacio Municipal (Valencia)        | Busto de yeso obrado                                                           |
| 1930                   | Ilustración libro: "Camí de soletat" de Vicente Ramírez | Valencia                            | Ilustración                                                                    |
| 1932                   | Exposición junto a L. Díaz y R. Berenguer               | Ateneo Mercantil (Valencia)         | Bustos, relieves y dibujos                                                     |

## Obra
- Bibelots
- Labrador corpóreo
- Retratos de Francisco Morote
- Retrato de su madre
- Retrato de su hermana
- Muchacha valenciana
- Cabeza de adolescente
- El vencedor del torneo
- Desnudo
- Mujer de Torrente
- Figulinas de cerámica